# Chu sa
Chu sa (tiếng Trung: 硃砂; bính âm: Zhūshā hay thần sa, hay đan sa, hoặc xích đan, hoặc là cống sa) là các tên gọi dành cho loại khoáng vật cinnabarit của thủy ngân sẵn có trong tự nhiên, có màu đỏ. Thành phần chính của nó là Mercury Sulfide (HgS).
Tên gọi cinnabarit có nguồn gốc từ tiếng Hy Lạp - "kinnabari" – được Theophrastus sử dụng và có lẽ nó được dùng cho một vài loại chất khác nhau. Một số nguồn tài liệu khác lại cho rằng nó có nguồn gốc từ tiếng Ba Tư zinjifrah, một từ không rõ nguồn gốc. Trong tiếng La tinh, nó được gọi là minium, nghĩa là "chì đỏ" – một từ vay mượn từ các ngôn ngữ xứ Iberia.

## Cấu trúc
HgS có hai dạng cấu trúc, nghĩa là nó là dạng lưỡng hình. Trạng thái ổn định của nó là chu sa, có cấu trúc giống như của oxide thủy ngân (II) (HgO), trong đó mỗi nguyên tử thủy ngân có hai liên kết Hg-S ngắn (2,36 Å) và bốn liên kết Hg---S dài (lần lượt là 3,10; 3,10; 3,30 và 3,30 Å). Dạng màu đen của HgS có cấu trúc như của blenđơ kẽm (tức sphalerit).

## Thuộc tính
Chu sa nói chung được tìm thấy trong dạng khối lớn, hột hay giống như đất và có màu từ đỏ son tới đỏ sẫm như gạch. Tuy nhiên, đôi khi nó cũng xuất hiện dưới dạng các tinh thể với nước bóng tựa như adamantin phi kim loại. Chu sa có lưới tinh thể (lưới Bravais) dạng hình hộp mặt thoi và thuộc về hệ thống tinh thể lục lăng, nhóm tam giác. Các tinh thể của nó thông thường phát triển thành khối lớn, mặc dù đôi khi chúng là tạo cặp đôi. Kiểu tạo cặp đôi trong chu sa là đặc biệt và tạo thành cặp đôi thâm nhập được tạo chóp với 6 chóp xung quanh đầu nhọn của hình chóp. Nó có thể coi như là hai tinh thể scalahedral phát triển cùng nhau với một tinh thể đi theo cách đối diện với tinh thể kia. Độ cứng Mohs của chu sa là khoảng 2–2,5 còn tỷ trọng riêng của nó là 8-8,2 g/cm3.
Chu sa tương tự như thạch anh về tính đối xứng và một vài đặc trưng quang học. Giống như thạch anh, nó thể hiện tính khúc xạ kép. Nó có khả năng khúc xạ thuộc dạng cao nhất trong số các khoáng chất đã biết. Nó có chiết suất trung bình đối với ánh sáng hơi sodium là 3,02, trong khi các chiết suất tương ứng của kim cương, một khoáng chất có khả năng khúc xạ đáng chú ý, là 2,42 và của GaAs là 3,93. Xem thêm Danh sách các chiết suất.

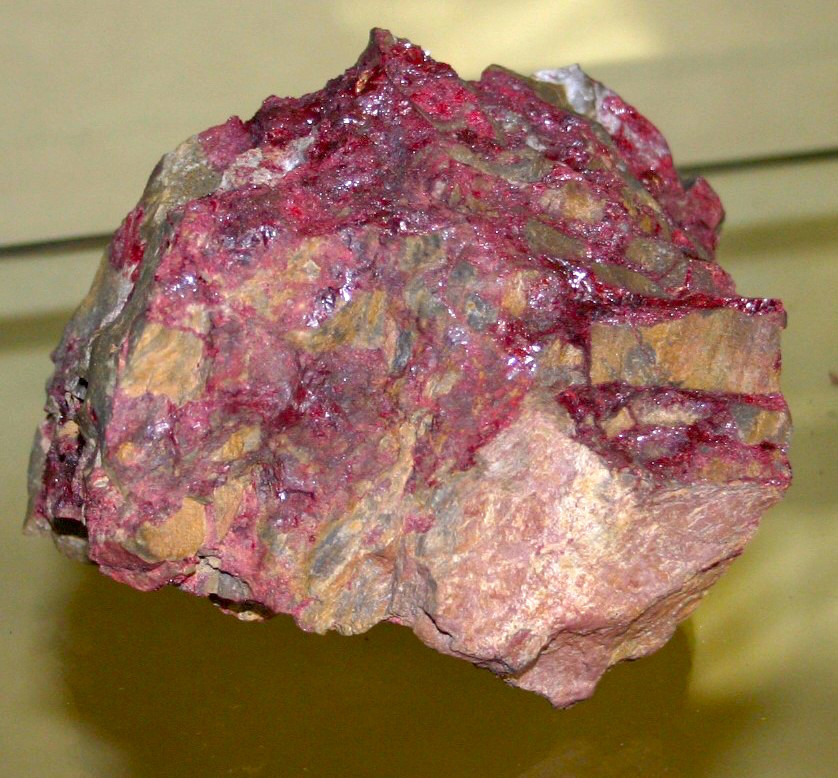
Quặng chu sa lấy từ Nevada, Hoa Kỳ

## Phổ biến
Nói chung chu sa có mặt như là một khoáng chất điền vào vân gắn liền với các hoạt động phun trào núi lửa diễn ra gần đây và các suối nước nóng kiềm tính.
Chu sa được tìm thấy trong mọi khu vực có chứa thủy ngân, đáng chú ý là Almadén (Tây Ban Nha); New Almaden (California); mỏ Hastings và mỏ St. Johns, Vallejo, California; Idrija (Slovenia); New Idria (California); Landsberg, gần Obermoschel tại Rheinland-Pfalz; Ripa, tại khu vực chân núi Apuan Alps (Tuscany); dãy núi Avala (Serbia); Huancavelica (Peru); Terlingua (Texas) và tỉnh Quý Châu ở Trung Quốc, nơi mà các tinh thể tinh khiết nhất đã được tìm thấy.
Chu sa hiện tại vẫn còn lắng đọng trong các suối nước nóng ở Sulphur Bank, California và suối Steamboat, Nevada.

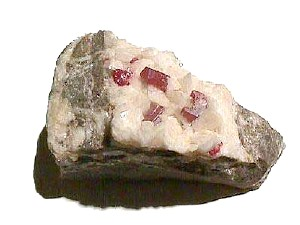
Các tinh thể chu sa trong dolomit lấy từ Trung Quốc.

## Khai thác và chiết thủy ngân
Tại châu Âu, chu sa được khai thác từ thời đế quốc La Mã để làm chất màu hay để sản xuất thủy ngân và nó là quặng chính cung cấp thủy ngân trong nhiều thế kỷ. Một vài mỏ cho đến nay vẫn còn tiếp tục hoạt động.
Để sản xuất thủy ngân lỏng, quặng chu sa tán vụn được nung trong các lò quay. Thủy ngân tinh khiết tách ra khỏi lưu huỳnh theo quy trình này và dễ dàng bay hơi. Các cột ngưng tụ được sử dụng để thu thập thủy ngân lỏng, và nó được chuyên chở trong các bình bằng thép.
Do độc tính cao của thủy ngân, cả việc khai thác chu sa và tinh luyện thủy ngân đều rất độc hại và theo dòng lịch sử nó là nguyên nhân gây ra ngộ độc thủy ngân. Cụ thể, người La Mã coi việc kết án buộc lao động trong các khu mỏ khai thác chu sa như một dạng án tử hình. Người Tây Ban Nha cũng sử dụng lao động cưỡng bức ngắn hạn tại các khu mỏ Almadén, với tỷ lệ 24% tử vong trong một chu kỳ 30 năm.
Các khu vực đã khai thác chu sa bị bỏ hoang thông thường chứa các phế thải lò nung chu sa rất độc hại. Nước chảy ra từ các khu vực này được coi là nguồn gây ra các tổn hại sinh thái.
Chu sa thông thường cũng hay được sử dụng trong các ngôi mộ chôn cất hoàng tộc của người Maya trong thời kỳ đỉnh cao của nền văn minh này. Một viên đá đỏ (chứa chu sa) được chèn vào trong quan tài bằng đá vôi, có tác dụng trang trí và quan trọng hơn là nhằm ngăn cản những kẻ phá hoại hay trộm cắp bằng độc tính cao của nó.

## Sử dụng y học
Mặc dù chu sa được coi là có độc tính rất cao , nhưng nó vẫn được sử dụng (giống như asen), dưới dạng bột trộn lẫn với nước, trong y học cổ truyền Trung Hoa. Mặc dù chu sa không được dùng trong y học phương Tây, nhưng những người hành nghề theo y học cổ truyền Trung Hoa đôi khi cũng kê chu sa như một phần trong đơn thuốc, thông thường trên cơ sở của cái gọi là "dĩ độc trị độc". Theo y học cổ truyền Trung Hoa, chu sa có vị cam (ngọt), tính hàn (lạnh) và có độc. Được sử dụng dưới dạng uống, chu sa được coi là có tác dụng "giải nhiệt" và an thần, trấn kinh. Nó cũng được dùng như là một loại thuốc để làm giảm tác động của tim mạch nhanh, trấn an và điều trị chứng mất ngủ, điều trị viêm họng và các chứng viêm loét miệng/lưỡi. Nó cũng được dùng ngoài da để điều trị một số rối loạn và nhiễm trùng ngoài da.
Thời xưa, Trung Hoa là một trong những quốc gia cực kỳ trọng thị xử nữ (nữ giới còn trinh). Nổi tiếng nhất là kỹ thuật kiểm nghiệm trinh tiết mang tên Thủ Cung Sa, trong đó, người ta dùng chu sa để tạo ra một loại dung dịch màu đỏ mà người Trung Hoa bôi lên phía trên cánh tay của người con gái để đánh dấu sự trinh tiết.
Theo phương pháp này, họ nuôi thằn lằn trong một cái bình bằng chu sa (màu đỏ). Sau khi cho thằn lằn ăn đủ 7 cân chu sa, họ đem thằn lằn giã nhuyễn rồi bôi lên tay chân hay trên thân thể cô gái (lấy dung dịch này chấm 1 vết tròn màu đỏ lên tay cách vai 1 tấc). Màu đỏ này quanh năm không phai. Chỉ khi nào cô gái chung chăn gối với người đàn ông thì vết màu đỏ này tự nhiên biến mất.(Hiện nay không có bằng chứng là Thủ Cung Sa thực sự có hiệu nghiệm)

## Giả kim thuật
Trước đây, tại Trung Quốc, một số người theo thuật luyện đan của Đạo giáo còn luyện chu sa thành kim đan và cho rằng việc ăn nó có thể làm cho người ta trở thành bất tử, thành thần tiên. Tuy nhiên, điều này là không đúng và việc sử dụng chu sa quá liều có thể gây ngộ độc. 

## Các dạng khác của chu sa

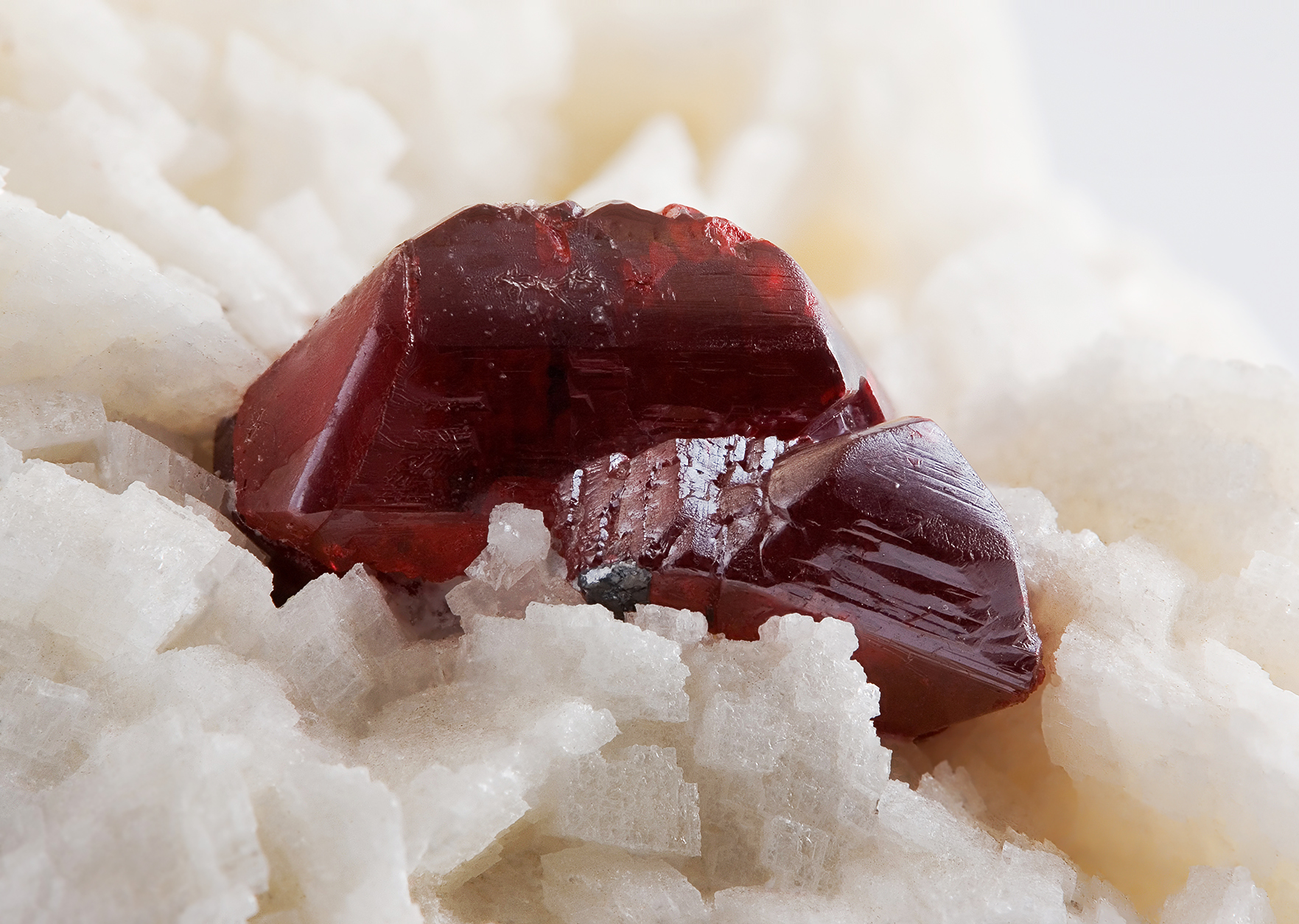
Chu sa đỏ đặt trên Dolomit trắng

- Chu sa màu gan là dạng chu sa có chứa tạp chất có tại Idrija ở Carniola, trong đó chu sa bị trộn lẫn với bitum và các loại đất.
- Metacinnabarit là dạng màu đen của HgS, trong đó các tinh thể kết tinh thành dạng lập phương.
- Chu sa tổng hợp được sản xuất bằng cách xử lý các muối của thủy ngân hóa trị 2 với sulfide hiđrô (H2S) để làm lắng đọng metacinnabarit tổng hợp màu đen, sau đó được đun nóng trong nước. Chuyển hóa này được xúc tác bằng sự có mặt của sulfide natri (Na2S)[7].